# Lucille Clifton
Lucille Clifton (27 de juny de 1936 a Depew, Nova York – 13 de febrer de 2010 a Baltimore, Maryland) fou una poeta escriptora, i professora afroamericana estatunidenca de Buffalo, Nova York. Entre el 1979 i el 1985 fou declarada Poeta Laureate de Maryland. Clifton fou finalista dues vegades del Premi Pulitzer de poesia.

## Vida i carrera
Lucille Clifton (nascuda Thelma Lucille Sayles, aDepew, Nova York) va créixer a Buffalo, Nova York i el 1953 es va graduar al Fosdick-Masten Park High School. Va estudiar becada a la Universitat de Howard entre el1935 a 1955, quan va passar a estudiar a la Universitat Estatal de Nova York a Fredonia.
El 1958, Lucille Sayles es va casar amb Fred James Clifton, un professor de filosofia de la Universitat a Buffalo i un escultor de cares d'afroamericans. Lucille va treballar com a empleat de reclamacions a la Divisió estatal d'ocupació de Nova York a Buffalo (1958–60) i entre el 1960 i el 1971 fou assistent en literatura de l'Oficina d'Educació de Washington D.C.
El 1966, Reed va ensenyar alguns dels poemes de Clifton a Langston Hughes, que els va incloure dins la seva antologia The Poetry of the Negro. El 1967, els Cliftons va anar a viure a Baltimore, Maryland. El 1969 va publicar la seva primera col·lecció de poesia, Good Times. Aquest fou llistat per The New York Times com un dels deu llibres millors de l'any. Entre el 1971 i el 1974, Clifton fou poeta resident del Coppin State College de Baltimore. Entre el 1979 i el 1985 fou poeta laureada de l'estat de Maryland. Entre 1982 i 1983 fou escritora visitant de l'Escola d'arts de la Universitat de Colúmbia i de la Universitat George Washington. El 1984 el seu marit morí de càncer.
Entre el 1985 i el 1989, Clifton fou professora d'escriptura creativa i de literatura de la Universitat de Califòrnia a Santa Cruz. Fou professora distingida d'humanitats del St. Mary's College de Maryland. Entre el 1995 i el 1999 fou professora visitant de la Universitat de Colúmbia.
Va morir a Baltimore el 13 de febrer de 2010.

## Obra poètica

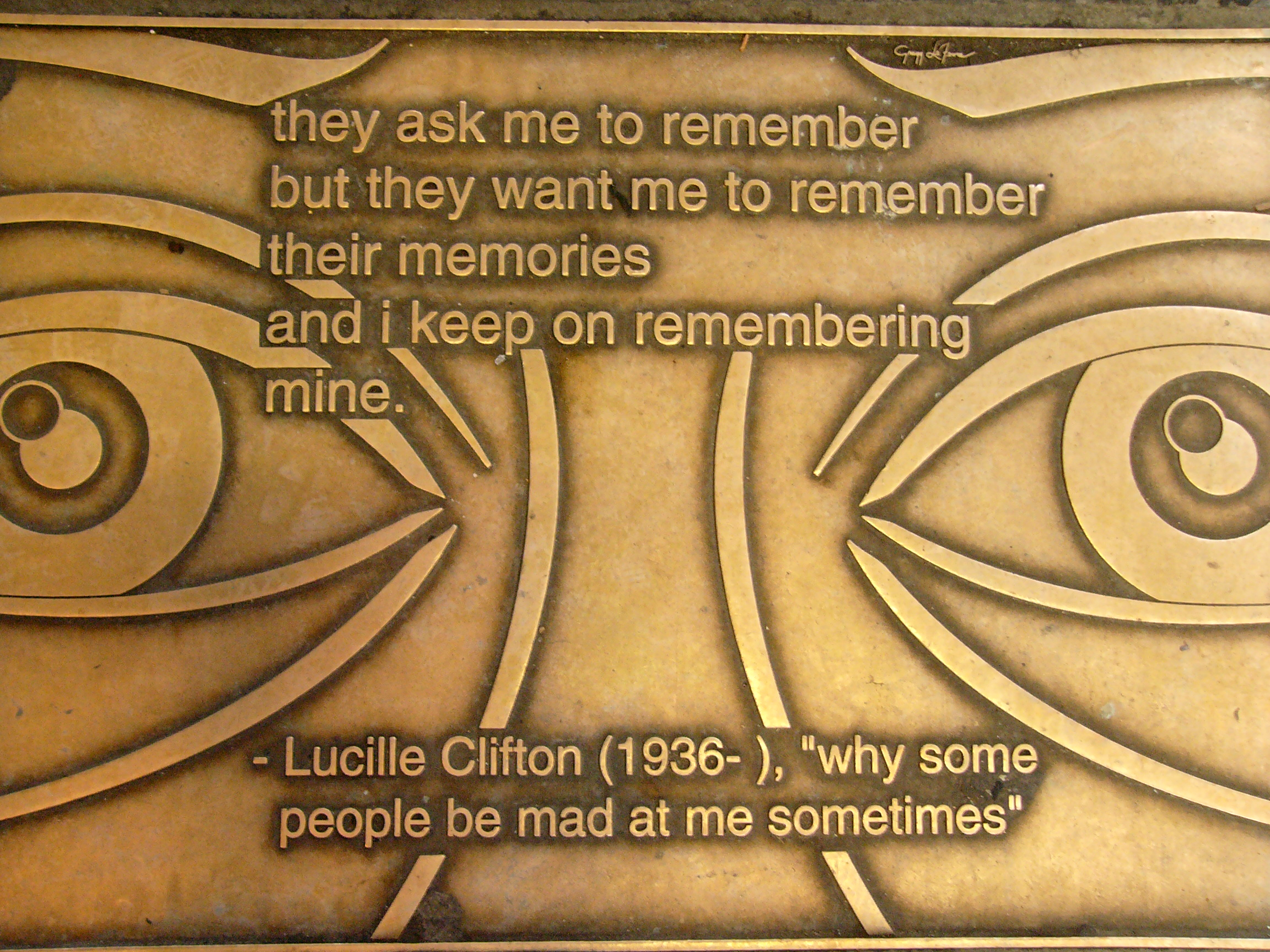
Placa a fora de la Biblioteca Pública de Nova York

Lucille Clifton va traçar les arrels de la seva família fins ell de Dahomey que estava situat a l'actual República de Benín. Cita que una de les seves avantpassades fou la primera dona a ser alliberada de l'esclavitud de Kentucky. Les nenes de la seva família tenien polidactilia, naixien amb un dit extra a cada mà. Quan era petita se li van amputar quirúrgicament els dos dits extres que tenia. Aquests dos dits fantasmes apareixen en la seva poesia i altres escrits.
A la dècada de 1970 va iniciar la seva sèrie de llibres infantils sobre un nen negre Some of the Days of Everett Anderson. Everett Anderson, un personatge recurrent en molts dels seus llibres, parlava en anglès afroamericà i parlava sobre problemes socials de la vida real.
Alguns dels estudis sobre la vida i obra de Cliffton són Wild Blessings: The Poetry of Lucille Clifton (2004) i Lucille Clifton: Her Life and Letters de Mary Jane Lupton (2006).

### Two-Headed Woman: "homage to my hips"
El 1980 Clifton va publicar "homage to my hips" (homenatge als meus melucs) en el seu llibre de poemes, Two-Headed Woman. Two-Headed Woman. Aquest obra va guanyar el premi Juniper i estava caracteritzada per un llenguatge senzill que feia tribut a la negritud i a la feminitat. Aquesta col·lecció de poemes també marca el començament de l'interès de Clifton en parlar sobre el cos negre transgressiu. "L'homenatge als meus malucs" estava precedit pel poema "homage to my hair" ("homenatge als meus cabells") i que actua com una obra complementària que explora les relacions entre els homes i les dones afroamericanes per a reinventar els estereotips negatius associats amb el cos de les dones negres. "Homenatge als meus malucs" i "homenatge al meu cabell"relaten que el cos dels negres té poders mitològics, un recurs literari que és molt comú en obres d'altres escriptores negres. Jane Campbell planteja la idea que "l'efecte específic de mitificar les a relacions de raça… constitueix un acte radical que convida als lectors a subvertir la mitologia racista que pateixen els negres i per reemplaçar-la per una nova mitologia arrelada en la perspectiva africana." Per això, Clifton utilitza "homenatge als meus malucs" per celebrar el cos de les dones negres com a font de poder, sexualitat, orgull, i llibertat.

## Premis
Entre el 1970 i el 1973 Lucille Clifton va rebre una beca del National Endowment for the Arts i una beca de l'Acadèmia de poetes americans. Va rebre el premi de Charity Randall el premi Jerome J. Shestack de l'American Poetry Review i el Premi Emmy. El 1984 el seu llibre infantil, Everett Anderson's Good-bye va guanyar el premi Coretta Scott King. El 1988 va esdevenir la primera escritora a tenir dos llibres de poemes finalistes del Premi Pulitzer del mateix any. El 1991-92 va guanyar el premi Shelley Memorial, el 1996, el premi de poesia Lannan Literary i el 200 va guanyar el premi nacional del llibre en poesia. Entre el 1999 i el 2005 va servir en l'Oficina de Concellers de l'Acadèmia de Poetes Americans. El 2007 va guanyar el premi de poesia Ruth Lilly, amb un valor de 100.000 $ i que honora un poeta viu que ha tingut un reconeixement extraordinari en tota la seva vida. Clifton va rebre la Medalla Robert Frost per la seva vida dedicada a la poesia social als Estats Units.

## Obres

### Col·leccions de poesia
- Good Times, New York: Random House, 1969
- Good News About the Earth, New York: Random House, 1972
- An Ordinary Woman, New York: Random House, 1974)
- Two-Headed Woman, University of Massachusetts Press, Amherst, 1980
- Good Woman: Poems and a Memoir: 1969–1980, Brockport: BOA Editions, 1987 — finalista el Premi Pulitzer de 1988[14]
- Next: New Poems, Brockport: BOA Editions, Ltd., 1987 —finalista del Premi Pulitzer de 1988[14]
- Ten Oxherding Pictures, Santa Cruz: Moving Parts Press, 1988
- Quilting: Poems 1987–1990, Brockport: BOA Editions, 1991, ISBN 978-0-918526-81-6
- The Book of Light, Port Townsend: Copper Canyon Press, 1993
- The Terrible Stories, Brockport: BOA Editions, 1996
- Blessing The Boats: New and Collected Poems 1988–2000, Rochester: BOA Editions, 2000, ISBN 978-1-880238-88-2; Paw Prints, 2008, ISBN 978-1-4395-0356-0 —winner of the National Book Award[15]
- Mercy, Rochester: BOA Editions, 2004, ISBN 978-1-929918-55-3
- Voices, Rochester: BOA Editions, 2008, ISBN 978-1-934414-12-5
- The Collected Poems of Lucille Clifton, Rochester, BOA Editions, 2012 ISBN 978-1-934414-90-3

### Els llibres infantils
- Three Wishes (Doubleday)
- The Boy Who Didn't Believe In Spring (Penguin)
- The Lucky Stone.  Delacorte Press, 1979. ISBN 978-0-440-05122-0.; reeditat per Yearling Books, ISBN 978-0-307-53795-9
- The Times They Used To Be (Henry Holt & Co)
- All Us Come Cross the Water (Henry Holt)
- My Friend Jacob (Dutton)
- Amifika (Dutton)
- Sonora the Beautiful (Dutton)
- The Black B C's (Dutton)
- The Palm of My Heart: Poetry by African American Children. Introducció de Lucille Clifton (San Val)

### La sèrie d'Everett Anderson
- Everett Anderson's Goodbye (Henry Holt)
- One of the Problems of Everett Anderson (Henry Holt)
- Everett Anderson's Friend (Henry Holt)
- Everett Anderson's Christmas Coming (Henry Holt)
- Everett Anderson's 1-2-3 (Henry Holt)
- Everett Anderson's Year (Henry Holt)
- Some of the Days of Everett Anderson (Henry Holt)
- Everett Andersson's Nine Month Long (Henry Holt)

### No ficció
- Generations: A Memoir, Random House, New York, 1976, ISBN 978-0-394-46155-7